# Rudolf Oldenbourg (Kunsthistoriker)
Rudolf Oldenbourg (* 8. Mai 1887 in München; † 12. Juni 1921 in Badenweiler) war ein deutscher Kunsthistoriker.

## Leben
Rudolf Oldenbourg war der Sohn des Verlegers Hans Oldenbourg (1849–1922, R. Oldenbourg Verlag). Er besuchte das Wilhelmsgymnasium in München und legte dort 1906 das Abitur ab, studierte anschließend Kunstgeschichte in Halle und Wien und wurde 1911 in Halle bei Adolph Goldschmidt mit einer Arbeit zum Werk des Malers Thomas de Keyser promoviert. 1913 wurde er Assistent an der Alten Pinakothek in München unter Hugo von Tschudi und habilitierte sich 1919 an der Technischen Hochschule München. In München war er auch als Kunstkritiker für die Münchner Neuesten Nachrichten tätig. Ende 1919 wurde er Direktorialassistent an der Gemäldegalerie im Kaiser-Friedrich Museum in Berlin. Er starb nach häufigen Erkrankungen im Alter von nur 34 Jahren.
Sein Spezialgebiet war die flämische Malerei des 17. Jahrhunderts, besonders befasste er sich mit Peter Paul Rubens.

## Veröffentlichungen (Auswahl)
- Thomas de Keysers Tätigkeit als Maler. Ein Beitrag zur Geschichte des holländischen Porträts. Klinkhardt & Biermann, Leipzig 1911 (Dissertation, Digitalisat der Dissertationsfassung).
- Die flämische Malerei des XVII. Jahrhunderts. G. Reimer, Berlin 1918.
- Rubens Wanderjahre und die Gründung seiner Werkstatt. R. Oldenbourg, München 1919 (Habilitationsschrift).
- Die Nachwirkung Italiens auf Rubens und die Gründung seiner Werkstatt. In: Jahrbuch der Kunsthistorischen Sammlungen des Allerhöchsten Kaiserhauses 34, 1917 [1919], S. 159–218.
- P. P. Rubens. Des Meisters Gemälde (= Klassiker der Kunst in Gesamtausgaben Bd. 5). Deutsche Verlagsanstalt, Stuttgart/Berlin 1921.
- mit Hans Buchheit: Das Miniaturenkabinett der Münchener Residenz. Hanfstaengel, München 1921.
- Die Münchner Malerei im neunzehnten Jahrhundert. Band 1: Die Epoche Max Josephs und Ludwigs I. F. Bruckmann, München 1922.
- Peter Paul Rubens. Sammlung der von Rudolf Oldenbourg veröffentlichten oder zur Veröffentlichung vorbereiteten Abhandlung über den Meister , herausgegeben von Wilhelm von Bode. R. Oldenbourg, München/Berlin 1922.